# 199P/Shoemaker
199P/Shoemaker 4, komet Jupiterove obitelji. 